# Nazionale maschile di calcio del Kazakistan
La nazionale di calcio del Kazakistan (kazako: Футболдан Қазақстан Ұлттық құрамасы, Futboldan Qazaqstan Ulttıq quramasy) è la rappresentativa calcistica del Kazakistan e opera sotto la giurisdizione della Federazione calcistica kazaka.
Gioca in tenuta celeste e gialla, colori propri anche della bandiera. Ha esordito in una partita contro il Turkmenistan il 1º giugno 1992. Dopo un periodo di militanza nell'AFC, dal 2002 è affiliata alla UEFA. Dal 1994 al 2002 il Kazakistan è stato iscritto all'AFC, quindi in quel periodo ha partecipato alla Coppa d'Asia. Di solito gioca le proprie partite interne nello stadio Astana Arena, situato nella capitale kazaka.
Nel ranking FIFA ha ottenuto quale miglior posizionamento il 97º posto nel luglio 2016, mentre il peggior posizionamento è il 156º posto del febbraio 1996. Occupa attualmente (2022) il 115º posto.

## Storia

### Esordi e militanza nell'AFC (1992-2002)
La Federazione calcistica del Kazakistan (in kazako Федерация Казахстана футбола) fu fondata nel 1914, ma fino al 1991 il Kazakistan non aveva una propria nazionale in quanto lo stato kazako era inglobato nell'Unione Sovietica. Esisteva, quindi, un'unica nazionale che rappresentava tutta l'Unione Sovietica. Dopo la dissoluzione dell'URSS venne creata la nazionale di calcio della Comunità degli Stati Indipendenti che rappresentava l'omonima confederazione di cui il Kazakistan fa parte tuttora. Tale nazionale, però, partecipò solo al campionato europeo di calcio 1992, dopodiché ogni nazione che aderiva alla CSI creò la propria nazionale.
Dopo la dichiarazione di indipendenza del Kazakistan dall'Unione Sovietica, proclamata il 16 dicembre 1991, la nazionale maggiore kazaka esordì il 1º giugno 1992 con una vittoria per 1-0 contro il Turkmenistan, anch'esso all'esordio assoluto, ad Almaty, nella Coppa dell'Asia Centrale 1992, durante la quale affrontarono anche le rappresentative dell'Uzbekistan, del Kirghizistan e del Tagikistan. Nelle rimanenti partite del torneo il Kazakistan rimase imbattuto. Sconfisse, infatti, l'Uzbekistan per 1-0 in casa il 16 luglio e pareggiò per 1-1 gli altri tre incontri: il 14 settembre in Turkmenistan, il 26 settembre in Kirghizistan e il 14 ottobre in Uzbekistan. Nell'ultimo incontro, giocato il 25 ottobre 1992, ottenne una vittoria interna per 2-0 contro il Kirghizistan, aggiudicandosi la vittoria della coppa.
Mentre la Coppa dell'Asia Centrale 1992 era ancora in corso, la nazionale kazaka sconfisse la Libia in un'amichevole giocata in Corea del Nord il 3 luglio 1992. Nel 1994 la KFF si affiliò alla FIFA e alla AFC e prese parte alla Coppa dell'Asia Centrale 1994, seconda e ultima edizione del torneo, nella quale si classificò al terzo posto, alle spalle dei padroni di casa dell'Uzbekistan e del Turkmenistan, giunto secondo.
Il Kazakistan esordì in tornei ufficiali il 14 giugno 1996, battendo per 1-0 il Qatar allo Stadio Centrale di Almaty (gol di Maksïm Nïzovcev) nelle eliminatorie della Coppa d'Asia 1996, per la cui fase finale non riuscì a qualificarsi. Nel 1997 aderì assieme alle altre quattro nazionali dell'Asia centrale alla CSAFF.
Esordì poi nelle qualificazioni alla Coppa del mondo in occasione delle qualificazioni AFC a Francia 1998. Inserito nel gruppo 9 con Pakistan e Iraq, vinse per 3-0 ad Almaty contro il Pakistan l'11 maggio 1997 e vinse nuovamente a Baghdad contro l'Iraq (2-1) il 6 giugno seguente. L'11 giugno batté il Pakistan per 7-0 a Lahore, stabilendo la vittoria più larga della propria storia. Il 29 giugno il Kazakistan chiuse il proprio cammino vittorioso nella prima fase sconfiggendo per 3-1 l'Iraq ad Almaty. Nel turno successivo i kazaki furono eliminati. Si piazzarono, infatti, ultimi nel girone con Giappone, Corea del Sud, Emirati Arabi Uniti e Uzbekistan, dopo aver ottenuto solo una vittoria (per 3-0 contro gli Emirati Arabi Uniti, il 18 ottobre 1997) e tre pareggi (tutti in casa, contro Uzbekistan, Giappone e Corea del Sud) in otto partite.
Nelle qualificazioni al campionato del mondo 2002 il Kazakistan fu inserito nel gruppo 6 con Iraq, Nepal e Macao. Nel marzo 2001 il Nepal, inizialmente designato per ospitare le partite del girone, rinunciò all'organizzazione, che passò al Kazakistan. Tutti gli incontri furono quindi spostati ad Almaty, ma le proteste irachene condussero al trasferimento delle partite a Baghdad. Il 12 aprile 2001 il Kazakistan iniziò bene, vincendo per 6-0 contro il Nepal con due gol di Oleg Lïtvïnenko, poi due giorni dopo batté per 3-0 Macao. Il 16 aprile pareggiò per 1-1 contro l'Iraq di fronte a 50.000 spettatori: il gol di Ruslan Baltiev al sesto minuto di gioco fu pareggiato da quello di Abdul-Wahab Abu Al-Hail su calcio di rigore al trentunesimo. Il 21 aprile 2001, allo Stadio Centrale di Almaty, il Kazakistan batté per 3-0 il Nepal con due gol di Maksïm Şevçenko. Due giorni dopo sconfisse per 5-0 Macao, con doppiette di Dmïtrïý Byakov e Igor Avdeev nel secondo tempo. Il 25 aprile, nell'ultima partita, contro l'Iraq, il Kazakistan concluse sul risultato di 1-1 di fronte a 25 000 spettatori (al gol di Litvinenko al trentaduesimo gli iracheni replicarono segnando dieci minuti dopo). Ad avere la meglio fu l'Iraq, che a parità di punti aveva una differenza reti migliore, avendo battuto il Nepal per 9-1.

### Militanza nella UEFA (2002-oggi)
Il 25 aprile 2002 la federcalcio kazaka si affiliò alla UEFA. La nazionale dovette attendere la conclusione del mondiale nippo-coreano per completare il passaggio alla nuova confederazione, avendo partecipato alle qualificazioni per Giappone e Corea del Sud 2002 come membro dell'AFC. Il Kazakistan non poté pertanto competere per la qualificazione alla fase finale del campionato d'Europa del 2004, dato che il sorteggio dei gironi eliminatori per il torneo portoghese si era tenuto il 25 gennaio 2002.
La squadra kazaka esordì in gare ufficiali come membro della UEFA nelle eliminatorie del campionato del mondo 2006.
Da membro della UEFA il Kazakistan ottenne la sua prima vittoria a livello continentale il 24 marzo 2007, quando batté la Serbia per 2-1 in casa in un incontro valido per le qualificazioni a campionato d'Europa 2008. Il 17 novembre 2007 ben figurò contro il Portogallo, bloccato sullo 0-0 per oltre 80 minuti, ma poi vittorioso per 1-2. Il 21 novembre 2007 la nazionale kazaka espugnò Erevan, imponendosi per 1-0 contro l'Armenia e ottenendo così la sua prima vittoria esterna dopo l'affiliazione alla UEFA. Nelle eliminatorie del campionato d'Europa 2008 il Kazakistan chiuse con un bilancio 2 vittorie, 4 pareggi (0-0 in trasferta e 2-2 in casa contro il Belgio, 1-1 in trasferta e in casa contro l'Azerbaigian) e 7 sconfitte, di cui solo una con più di due gol di scarto (3-0 contro in casa del Portogallo). Con 10 punti e il sesto posto nel girone da otto squadre (precedendo Armenia e Azerbaigian), per la squadra fu questa la seconda migliore eliminatoria di sempre e la migliore dopo l'ingresso nella UEFA.
Nelle eliminatorie del campionato del mondo 2010, nel girone con Andorra, Bielorussia, Croazia, Inghilterra e Ucraina, il Kazakistan raccolse 6 punti, ottenuti nelle due sfide contro Andorra, finendo quinto in classifica su sei squadre.
Peggiore fu il bilancio nelle qualificazioni al campionato d'Europa 2012, che il Kazakistan chiuse con 4 punti, ottenuti battendo l'Azerbaigian e pareggiando contro l'Austria. Nelle eliminatorie del campionato del mondo 2014 ripeté il pari contro l'Austria e batté solo le Fær Øer, chiudendo il proprio girone a 5 punti.
Iniziate le qualificazioni al campionato d'Europa 2016 con un pari senza reti contro la Lettonia il 9 settembre 2014 all'Astana Arena, il 10 ottobre 2014, all'Amsterdam Arena contro i Paesi Bassi, il Kazakistan passò in vantaggio con un gol di Renat Abdulin al diciassettesimo minuto di gioco e condusse il risultato sino al sessantunesimo, per poi perdere la partita per 3-1. Le cinque sconfitte consecutive (due contro la Rep. Ceca, due contro la Turchia e una contro l'Islanda) lasciarono i kazaki senza possibilità, anche se nella partita persa per 2-1 contro i cechi il 3 settembre 2015 alla Doosan Arena di Plzeň il Kazakistan condusse il risultato per 53 minuti (rete di Yuri Logvinenko al 21º minuto) prima del gol del pareggio ceco al 74° di gioco. Arrivò poi un pari a reti bianche contro gli islandesi, ottenuto il 6 settembre 2015 al Laugardalsvöllur di Reykjavík. Nelle ultime due partite del girone i kazaki furono battuti in casa dai Paesi Bassi (2-1) e il 13 ottobre 2015 sconfissero la Lettonia per 1-0 a Riga (gol di Islambek Kuat), chiudendo a quota 5 punti e consolandosi con il penultimo posto nel girone (a pari punti con i lettoni, ma con il vantaggio degli scontri diretti e una migliore differenza reti).
Nel luglio 2016 il Kazakistan ottenne il proprio miglior posizionamento (97º posto) nel ranking FIFA.
Le qualificazioni al campionato del mondo 2018 iniziarono per i kazaki, con un pari interno contro la Polonia per 2-2, ottenuto dopo essere stati in svantaggio per 0-2. Ciononostante la squadra riuscì a ottenere solo due altri punti, pareggiando per 0-0 in casa contro la Romania e per 1-1 in casa contro l'Armenia. Con un bilancio di 3 pareggi e 7 sconfitte in 10 partite chiuse il girone all'ultimo posto, con 3 punti.
Nella UEFA Nations League 2018-2019, inserito nel girone di Lega D con Georgia, Lettonia e Andorra, il Kazakistan si piazzò secondo con una vittoria, tre pareggi e due sconfitte (entrambe contro la Georgia capolista) in sei partite. La campagna di qualificazione al campionato d'Europa 2020 vide il Kazakistan piazzarsi quinto con dieci punti e registrare, pertanto, la sua migliore prestazione in un girone di qualificazione all'europeo; in questo girone la squadra ottenne una vittoria casalinga per 3-0 contro la Scozia, anche se in classifica si lasciò alle spalle il solo San Marino. Nella UEFA Nations League 2020-2021 fu inserito nel gruppo 4 della Lega C con Bielorussia, Albania e Lituania e si piazzò ultimo con quattro punti, dati dalla vittoria contro la Lituania e il pareggio contro l'Albania. Non andarono meglio le qualificazioni al campionato del mondo 2022, chiuse all'ultimo posto nel girone, con un bilancio tre pareggi e cinque sconfitte in otto gare.
Nella UEFA Nations League 2022-2023 la nazionale kazaka fece registrare notevoli progressi, riuscendo a vincere il girone di Lega C con quattro vittorie, un pareggio e una sconfitta in sei partite e venendo promossa in Lega B. Le qualificazioni al campionato d'Europa 2024 videro i kazaki cogliere una storica vittoria casalinga per 3-2 contro la Danimarca, malgrado uno svantaggio di 0-2, e chiudere al quarto posto il girone eliminatorio, con 6 vittorie in 10 gare. La vittoria del girone di Lega C di UEFA Nations League consentì ai kazaki di accedere agli spareggi per il campionato d'Europa, dove la squadra fu eliminata dalla Grecia in semifinale, perdendo per 5-0.

## Partecipazioni ai tornei internazionali
Legenda: Grassetto: Risultato migliore, Corsivo: Mancate partecipazioni

## Statistiche dettagliate sui tornei internazionali

### Mondiali
| Anno | Luogo                    | Piazzamento      | V | N | P | Gol |
| ---- | ------------------------ | ---------------- | - | - | - | --- |
| 1994 | Stati Uniti              | Non partecipante | - | - | - | -   |
| 1998 | Francia                  | Non qualificata  | - | - | - | -   |
| 2002 | Corea del Sud / Giappone | Non qualificata  | - | - | - | -   |
| 2006 | Germania                 | Non qualificata  | - | - | - | -   |
| 2010 | Sudafrica                | Non qualificata  | - | - | - | -   |
| 2014 | Brasile                  | Non qualificata  | - | - | - | -   |
| 2018 | Russia                   | Non qualificata  | - | - | - | -   |
| 2022 | Qatar                    | Non qualificata  | - | - | - | -   |

### Europei
| Anno | Luogo              | Piazzamento     | V | N | P | Gol |
| ---- | ------------------ | --------------- | - | - | - | --- |
| 2004 | Portogallo         | Non qualificata | - | - | - | -   |
| 2008 | Austria / Svizzera | Non qualificata | - | - | - | -   |
| 2012 | Polonia / Ucraina  | Non qualificata | - | - | - | -   |
| 2016 | Francia            | Non qualificata | - | - | - | -   |
| 2020 | Europa             | Non qualificata | - | - | - | -   |
| 2024 | Germania           | Non qualificata | - | - | - | -   |

### Confederations Cup
| Anno | Luogo                    | Piazzamento     | V | N | P | Gol |
| ---- | ------------------------ | --------------- | - | - | - | --- |
| 1995 | Arabia Saudita           | Non invitata    | - | - | - | -   |
| 1997 | Arabia Saudita           | Non qualificata | - | - | - | -   |
| 1999 | Messico                  | Non qualificata | - | - | - | -   |
| 2001 | Corea del Sud / Giappone | Non qualificata | - | - | - | -   |
| 2003 | Francia                  | Non qualificata | - | - | - | -   |
| 2005 | Germania                 | Non qualificata | - | - | - | -   |
| 2009 | Sudafrica                | Non qualificata | - | - | - | -   |
| 2013 | Brasile                  | Non qualificata | - | - | - | -   |
| 2017 | Russia                   | Non qualificata | - | - | - | -   |

### Nations League
| Anno      | Luogo       | Piazzamento   | V | N | P | Gol |
| --------- | ----------- | ------------- | - | - | - | --- |
| 2018-2019 | Portogallo  | 8° in Lega D  | 1 | 3 | 2 | 8:7 |
| 2020-2021 | Italia      | 13° in Lega C | 1 | 1 | 4 | 5:9 |
| 2022-2023 | Paesi Bassi | 4° in Lega C  | 4 | 1 | 1 | 8:6 |

## Rosa attuale
Lista dei giocatori convocati per le gare  di qualificazione al campionato del mondo 2026 del 5 e 9 giugno 2025.
Statistiche aggiornate al 9 giugno 2025, al termine della sfida contro la Macedonia del Nord.
|  | P | Stas Pokatilov       | 8 dicembre 1992  | 29 | 0 | Sabah                 |  |  |
|  | P | Mukhammedzhan Seysen | 14 febbraio 1999 | 3  | 0 | Astana                |  |  |
|  | P | Alexander Zarutsky   | 26 agosto 1993   | 2  | 0 | Qairat                |  |  |
|  | P | Bekkhan Shayzada     | 28 febbraio 1998 | 0  | 0 | Ordabasy              |  |  |
|  |   |                      |                  |    |   |                       |  |  |
|  | D | Serhij Malyj         | 5 giugno 1990    | 71 | 1 | Ordabasy              |  |  |
|  | D | Ian Vorogovskıı      | 7 agosto 1996    | 55 | 5 | Astana                |  |  |
|  | D | Nuraly Alip          | 22 dicembre 1999 | 42 | 0 | Zenit San Pietroburgo |  |  |
|  | D | Marat Bystrov        | 19 giugno 1992   | 38 | 0 | Astana                |  |  |
|  | D | Erkin Tapalov        | 3 settembre 1993 | 19 | 0 | Qairat                |  |  |
|  | D | Sultanbek Astanov    | 23 marzo 1999    | 5  | 0 | Ordabasy              |  |  |
|  | D | Adilbek Zhumakhanov  | 27 dicembre 2002 | 2  | 0 | Spartak Semeı         |  |  |
|  |   |                      |                  |    |   |                       |  |  |
|  | C | Islambek Kuat        | 12 gennaio 1993  | 67 | 7 | Astana                |  |  |
|  | C | Asqat Tağıbergen     | 9 agosto 1990    | 65 | 4 | Ordabasy              |  |  |
|  | C | Georgïý Jwkov        | 19 novembre 1994 | 25 | 0 | Puszcza Niepołomice   |  |  |
|  | C | Islam Chesnokov      | 21 novembre 1999 | 15 | 2 | Tobyl                 |  |  |
|  | C | Alexandr Zuyev       | 26 giugno 1996   | 4  | 0 | Tobyl                 |  |  |
|  | C | Nauryzbek Zhagorov   | 1º marzo 1998    | 2  | 0 | Tobyl                 |  |  |
|  | C | Dauren Zhumat        | 2 marzo 1999     | 1  | 0 | Oqjetpes              |  |  |
|  | C | Murodzhon Khalmatov  | 20 luglio 2003   | 0  | 0 | Ordabasy              |  |  |
|  | C | Almas Tyulyubay      | 18 aprile 2001   | 0  | 0 | Spartak Semeı         |  |  |
|  |   |                      |                  |    |   |                       |  |  |
|  | A | Maksim Samorodov     | 29 giugno 2002   | 27 | 5 | Achmat Groznyj        |  |  |
|  | A | Galymzhan Kenzhebek  | 12 febbraio 2003 | 3  | 0 | VSS Košice            |  |  |
|  | A | Dastan Satpaev       | 12 agosto 2008   | 3  | 0 | Qairat                |  |  |
|  | A | Aliyar Mukhammed     | 20 marzo 2001    | 2  | 0 | Oqjetpes              |  |  |

## Record individuali
Record aggiotnati al 9 giugno 2025..
- In grassetto i giocatori ancora in attività con la maglia della nazionale.

| Pos. | Giocatore            | Presenze | Reti | Periodo   |
| ---- | -------------------- | -------- | ---- | --------- |
| 1    | Samat Smakov         | 76       | 2    | 2000-2017 |
| 2    | Ruslan Baltiev       | 73       | 13   | 1997-2009 |
| 3    | Serhij Malyj         | 71       | 1    | 2013-     |
| 4    | Islambek Qýat        | 67       | 7    | 2015-     |
| 5    | Asqat Tağıbergen     | 65       | 4    | 2014-     |
| 6    | Nurbol Jumasqalıev   | 58       | 8    | 2001-2014 |
| 6    | Yurïý Logvïnenko     | 58       | 5    | 2008-2022 |
| 8    | Bawırjan Ïslamxan    | 56       | 4    | 2012-     |
| 9    | Andreı Karpovıch     | 55       | 3    | 2001-2014 |
| 10   | Sergey Khizhnichenko | 52       | 8    | 2009-2020 |
| 10   | Aleksandr Marochkın  | 52       | 1    | 2019-     |

| Pos. | Giocatore             | Presenze | Reti | Periodo   | Media |
| ---- | --------------------- | -------- | ---- | --------- | ----- |
| 1    | Baqtııaar Zaınýtdınov | 14       | 42   | 2018-     | 0,33  |
| 2    | Ruslan Baltiev        | 13       | 73   | 1997-2009 | 0,17  |
| 3    | Viktor Zubarev        | 12       | 18   | 1997-2002 | 0,66  |
| 4    | Abat Aýımbetov        | 9        | 45   | 2019-     | 0,25  |
| 5    | Dmïtrïý Byakov        | 8        | 33   | 2000-2008 | 0,24  |
| 5    | Sergei Khizhnichenko  | 8        | 48   | 2009-2022 | 0,16  |
| 5    | Nurbol Jumasqalıev    | 8        | 58   | 2001-2014 | 0,13  |
| 8    | Islambek Qýat         | 7        | 67   | 2015-     | 0,11  |